# Berg Bock
Der Berg Bock ist ein 681,5 m hoher Berg im westlichen Stadtgebiet von Suhl in Thüringen.
Der Berg Bock liegt an der Flurgrenze vom Stadtteil Albrechts und der nordwestlichen Nachbarstadt Zella-Mehlis. Nach dem Berg wurde der Autobahntunnel Berg Bock der Bundesautobahn 71 benannt.
Der Berg Bock wird forstwirtschaftlich genutzt. In Gipfelnähe befindet sich der Gedenkstein „Tote Männer“. Es gibt verschiedene Angaben zum geschichtlichen Hintergrund des Gedenksteins. Sehr wahrscheinlich klingt die Überlieferung über die beiden 1682 an der Pest verstorbenen Fuhrleute Ägydius Hofmann und Johannes Günther.